# Продужење трајања тона
Да би се у музици продужила нотна вредност користи се:
- Тачка[1]: продужава трајање ноте или паузе за половину њене вредности

- Лук или лигатура[2]: мали лук који спаја истоимене ноте и продужава трајање тона

- Корона или фермата[2]: знак за слободно продужење трајања ноте или паузе  или